# Radermecker-Komplex
Radermecker-Komplexe sind von dem belgischen Neurologen und Neurophysiologen Joseph Radermecker erstmals 1949 beschriebene Veränderungen des Elektroenzephalogramms (EEG), die typischerweise bei der subakuten sklerosierenden Panenzephalitis (SSPE) sowie in etwa zwei Drittel der Fälle bei der Creutzfeldt-Jakob-Krankheit auftreten. Es handelt sich um kurze Komplexe steiler und langsamer Wellen, die in einem Rhythmus von fünf bis zehn Sekunden wiederkehren. Radermecker-Komplexe werden auch als „PSWCs“ bezeichnet (periodic sharp and slow wave complex).